# La Aceituna, Guanajuato
La Aceituna är en ort i Mexiko.   Den ligger i kommunen Pénjamo och delstaten Guanajuato, i den centrala delen av landet, 300 km väster om huvudstaden Mexico City. La Aceituna ligger 2 254 meter över havet och antalet invånare är 140.
Terrängen runt La Aceituna är huvudsakligen kuperad. La Aceituna ligger uppe på en höjd. Runt La Aceituna är det ganska tätbefolkat, med 104 invånare per kvadratkilometer. Närmaste större samhälle är Pénjamo, 11,0 km öster om La Aceituna. I omgivningarna runt La Aceituna växer huvudsakligen savannskog.